# Ламориньер, Жан-Пьер-Франсуа
Жан-Пьер-Франсуа Ламориньер (фр. Jean-Pierre-François Lamorinière; 1821, Антверпен — 1911, там же) — бельгийский пейзажист и реалист.
Его отец был сержантом-майором артиллерии в Антверпене. Получил образование в Антверпенской академии художеств, учился у скульптора Йозефа Гефса и в мастерской Эммануэля Нотермана, художника и гравера. Он также учился у известного морского художника Якоба Якобса. Занимался живописью на открытом воздухе. Изображал преимущественно плоские местности с дальними горизонтами, чрезвычайно верно передавая природу и, вместе с тем, тонко выражая возбуждаемое природой настроение. Лучшими его картинами художественная критика признаёт: «Вид в окрестностях Спа», «Вид близ Эдегема» (в Брюссельском музее), «Утро в Арденнах», «Эффект сумерек», «Первый осенний день» и некоторые другие.
Кроме живописи, он занимался гравированием и издал в Лондоне сборник своих 24-х офортов.